# Saison 2014-2015 du Standard de Liège
Maillots
Chronologie
Saison précédente Saison suivante
L' exercice 2014-2015 du Standard de Liège voit le club évoluer en Jupiler Pro League. C'est la 98e saison des Rouches au plus haut niveau du football national, et la 93e consécutive, record absolu en Belgique. Il participe également à la Coupe Cofidis ainsi qu'à la Ligue des champions dès le troisième tour préliminaire, avant d'être repêché en Ligue Europa. En novembre 2014, le Liégeois Bruno Venanzi (cofondateur de Lampiris et supporter rouche de longue date) est nommé vice-président du club par Roland Duchâtelet.

## Historique

### Mercato
Lors du mercato estival, pas moins de cinq "cadres" quittent l'équipe vice-championne, à savoir Michy Batshuayi (pour l'Olympique de Marseille), William Vainqueur, Daniel Opare (FC Porto), Kanu et Imoh Ezekiel (Qatar...). Ce dernier rejoint Al-Arabi contre un montant de 8 millions d'euros : il s'agit alors du cinquième plus cher transfert sortant de l'histoire du club.
Au rayon des arrivées, quelques joueurs reviennent de prêt et on dénombre une dizaine de nouvelles recrues. La première est le Portugais Jorge Teixeira du FC Zürich, que le Standard avait affronté trois saisons auparavant au troisième tour de qualification de la plus prestigieuse compétition européenne, pour remplacer Kanu qui a cassé son contrat unilatéralement en invoquant la loi de 78. Le Français Adrien Trebel du FC Nantes et le Slovène Martin Milec seront pour leur part chargés de faire oublier Vainqueur, parti au FC Dynamo Moscou, ainsi qu'Opare qui était lui en fin de contrat. Le 28 juillet, les Liégeois espèrent avoir trouvé le remplaçant de Michy Batshuayi en la personne de Tony Watt, actif la saison précédente au SK Lierse en prêt du légendaire Celtic FC avec lequel il avait inscrit en novembre 2012 un but en Ligue des champions contre Barcelone, alors qu'il n'avait que dix-huit ans.

### Préparation
Début juillet, les Rouches participent à la Philips Stayen Cup à Saint-Trond, avec les cinq autres clubs de la "galaxie Duchâtelet", à savoir les Belges de Saint-Trond VV (organisateur), les Espagnols d'Alcorcón, les Hongrois d'Újpest FC, les Anglais de Charlton Athletic et les Allemands du FC Carl Zeiss Jena. Les premiers matchs opposent Carl Zeiss Jena à Újpest (0-0) puis à Alcorcón (2-1), avant que les Ibères ne défient les Magyars (1-0). Les Liégeois commencent par un nul vierge face au STVV puis l'emportent 2-0 contre Charlton, grâce à de Camargo et Ezekiel. Trudonnaires et Britanniques se quittent quant à eux dos à dos sur le score de 0-0. Le Standard remporte l'épreuve avec 4 points et une différence de buts de +2.

### Championnat
Le début de championnat est très mitigé. Après deux victoires contre Charleroi et Courtrai, le Standard ne remporte aucun de ses cinq matchs suivants, étalant au grand jour les lacunes des recrues arrivées en fin de mercato. Après 10 journées, les Rouches se classent 11e avec 12 points seulement : les supporters grondent et demandent la démission du coach Guy Luzon.
Le Standard reçoit alors la lanterne rouge Zulte Waregem et est de nouveau battu, ce qui provoque la colère du public. Alors que s'approche le temps complémentaire, le match est arrêté par l'arbitre à la suite des débordements d'une partie des supporters. Le lendemain, le technicien israélien est démis de ses fonctions et le T2 Ivan Vukomanović prend provisoirement les rênes de l'équipe.
Un menu particulièrement copieux attend le Serbe pour sa première semaine à la tête des Rouches : la réception des Sévillans sur la scène continentale puis un déplacement... au Parc Astrid. Trois jours après avoir contraint les Espagnols au nul blanc au terme d'une prestation sérieuse et appliquée, le Standard remporte à la surprise générale une splendide victoire contre les Bruxellois de Defour, son ancien capitaine emblématique qui se dresse sur sa route pour la première fois avec ses nouvelles couleurs, toujours invaincues en championnat. Malgré l'annulation incompréhensible d'un but rapide signé de Camargo, les Liégeois parviennent en seconde mi-temps à ouvrir la marque sur coup franc, "Polo" M'Poku mystifiant la défense mauve en trouvant un Ciman très collectif qui donne un assist parfait à son partenaire en défense centrale, Teixeira. M'Poku offrira encore un récital dans le rectangle anderlechtois pour sceller le score.
Le Standard, qu'Axel Lawarée rejoint en tant que conseiller sportif, va enchaîner avec trois autres succès (dont un beau 0-2 à Genk) avant de quelque peu retomber dans ses travers, bouclant l'année civile en faisant preuve d'une irrégularité dont il a le secret : une élimination peu glorieuse en Coupe Cofidis à domicile et une sortie de route européenne conjuguées à trois défaites en championnat d'une part, trois victoires dans cette même Pro League d'autre part (notamment à Charleroi lors du derby wallon et dans le splendide stade Artevelde des futurs champions gantois). Un Sclessin chauffé à blanc accueille ensuite un Clasico qui sera particulièrement mémorable... Chacun à leur manière, deux hommes marqueront ce qui restera comme le match de l'année. Le premier est Steven Defour : pour son retour en bord de Meuse, il sera "fêté" par un tifo géant qui suscitera une vive polémique, celle-ci franchira d'ailleurs allègrement les frontières du royaume. Conspué à chacune de ses touches de balle, il craque mentalement et est exclu après avoir puissamment dégagé le cuir dans le public à deux reprises, ce qui lui vaudra autant de cartons jaunes. Laurent Ciman, le second, deviendra le véritable héros de la rencontre. Effectuant (à l'instar de M'Poku) ses adieux au Standard qu'il quitte pour le Canada, où sa fille atteinte d'autisme pourra bénéficier du meilleur accompagnement possible, "Lolo" fait rugir toute l'arène en inscrivant le premier but du match à la 63e minute. De Camargo fera 2-0 par la suite puis Ciman recevra une longue et chaleureuse ovation après la rencontre. La semaine suivante, la victoire au Lierse sera le dernier match pour "Vuko" aux commandes des Liégeois. En effet, malgré ses 9 victoires en 13 rencontres de championnat, il est contre toute attente remplacé dès le lendemain par José Riga, qui avait déjà coaché les Rouches durant l'exercice 2011-2012.
Le nouveau T1 ponctue bien la saison régulière en signant un 13 sur 18. Lors de la dernière rencontre contre Genk, un but sensationnel de Julien De Sart élimine les Limbourgeois de la course aux playoffs 1 et permet à Charleroi d'enfin y participer, ce alors que de gros doutes avaient été émis côté carolo quant à la motivation des Standardmen avant cette partie. Les Rouches entameront la phase la plus cruciale du championnat à la 4e place, à quatre longueurs du Bruges de MPH et deux d'un duo Gand-Anderlecht.
La première moitié de ces playoffs sera très mal négociée par le Standard qui s'incline à quatre reprises, parvenant seulement à vaincre une nouvelle fois les mauves à Sclessin. La seconde sera nettement meilleure grâce à trois succès à domicile, les Liégeois parvenant enfin à dompter les Brugeois. Ils manquent de peu une... quatrième victoire contre Anderlecht, l'arbitre "oubliant" un penalty en leur faveur en fin de match et sont seulement battus à Gand dans la rencontre qui conduira les Buffalos à leur unique titre. Le club clôt la saison par une victoire sans discussion contre les Zèbres, lui assurant la 4e place et une qualification pour le troisième tour de la Ligue Europa 2015-2016 : Riga quitte le banc de touche liégeois sur une bonne note.

### Coupe de Belgique
Pour son entrée en lice, le Standard se déplace chez un pensionnaire de Division 2, le KSK Heist. Les Liégeois évitent le piège tendu par les Cygnes, se qualifiant facilement 0-3. Au tour suivant, ils reçoivent les tenants du titre lokerenois qui leur infligent une véritable correction (1-4). Il subissent ainsi leur quatrième défaite consécutive, ce qui n'était plus arrivé depuis 12 ans. Le beau geste de la soirée est à mettre à l'actif de Boubacar Barry Copa : la date de cette rencontre coïncidant avec la Journée internationale des personnes handicapées, il permettra au supporter du Standard mis à l'honneur de venir lors du coup d'envoi marquer dans son but et d'être applaudi par tout le stade.

### Coupes d'Europe
Les Rouches démarrent leur saison européenne au 3e tour préliminaire de la Ligue des champions face au Panathinaïkos. Ils réalisent un nul blanc à domicile puis parviennent à s'imposer en Grèce. Au tour suivant, ils défient le Zénith Saint-Pétersbourg de l'ancienne vedette locale Axel Witsel. Ils s'inclinent lors des deux matchs et sont relégués en phase de groupes de la Ligue Europa.
Le Standard y est 2e tête de série dans le groupe G, aux côtés du tenant du titre, le Séville FC, du Feyenoord Rotterdam et du HNK Rijeka. Il est éliminé dès la 5e journée à la suite de sa défaite en Croatie.

### Anecdote
En phase classique, à l'occasion du derby Charleroi - Standard, le premier jeu de maillot "rouche" a posé problème. En effet, les flancs des vareuses des deux équipes étaient blancs. Le Standard ne pouvant cependant pas évoluer en noir, couleur dominant le maillot des Zèbres, les Liégeois ont alors disputé la première mi-temps avec... du ruban adhésif rouge sur les côtés. Celui-ci se détachant bien évidemment au fil du match, la coloration souhaitée sera peinte manuellement à la pause... Quand les deux formations se retrouveront en playoffs dans l'ancien Mambourg, aucune "retouche" ne sera cette fois jugée nécessaire.

## Équipement
| Marque :           |  | Joma       |
| Sponsors maillot : |  | Base & Voo |

## Staff technique
| Fonction                | Nom              | Date de Naissance | Nationalité    | Fin du Contrat               | Dernier Club      |
| ----------------------- | ---------------- | ----------------- | -------------- | ---------------------------- | ----------------- |
| Entraîneur principal    | José Riga        | 30-07-1957        | Belgique       | Juin 2015                    | Blackpool FC      |
| Entraîneur adjoint      | Étienne Delangre | 12-02-1963        | Belgique       | Juin 2015                    | UR Namur          |
| Entraîneur adjoint      | David Martane    | /                 | Israël/ France | Juin 2015                    | /                 |
| Entraîneur des gardiens | Jos Beckx        | 25-02-1959        | Belgique       | Juin 2016                    | Saint-Trond VV    |
| Préparateur physique    | Carlos Rodriguez | /                 | Belgique       | contrat à durée indéterminée | Standard de Liège |
| Entraîneur des espoirs  | Patrick Van Kets | 12-12-1966        | Belgique       | contrat à durée indéterminée | Porto-Vecchio     |
| Cellule de scouting     | Hans Galjé       | 21-02-1957        | Pays-Bas       | contrat à durée indéterminée | Équipe nationale  |

## Effectif professionnel

### Transferts

#### Été 2014
| Nom                                | Naissance         | Position  | Nationalité sportive | Fin de contrat | Provenance/Destination    |  |
| ---------------------------------- | ----------------- | --------- | -------------------- | -------------- | ------------------------- |  |
| Arrivées                           |                   |           |                      |                |                           |  |
| Yohann Thuram (retour de prêt)     | 31 octobre 1988   | Gardien   | France               | Juin 2017      | Charlton Athletic         |  |
| Darwin Andrade (prêt)              | 11 février 1991   | Défenseur | Colombie             | Juin 2015      | Újpest FC                 |  |
| Jason Buaillon                     | 5 octobre 1991    | Défenseur | France               | Juin 2017      | FC Sion                   |  |
| Damien Dussaut                     | 8 novembre 1994   | Défenseur | France               | Juin 2017      | Valenciennes FC           |  |
| Martin Milec                       | 20 septembre 1991 | Défenseur | Slovénie             | Juin 2019      | NK Maribor                |  |
| Pierre-Yves Ngawa (retour de prêt) | 9 février 1992    | Défenseur | Belgique             | Juin 2015      | Újpest FC                 |  |
| Jorge Teixeira                     | 27 août 1986      | Défenseur | Portugal             | Juin 2018      | FC Zürich                 |  |
| Astrit Ajdarević (retour de prêt)  | 17 avril 1990     | Milieu    | Suède                | Juin 2016      | Charlton Athletic         |  |
| Alassane Diallo                    | 19 février 1995   | Milieu    | Mali                 | Juin 2019      | KAS Eupen                 |  |
| Eyong Enoh                         | 23 mars 1986      | Milieu    | Cameroun             | Juin 2016      | Ajax Amsterdam            |  |
| Ricardo Faty                       | 4 août 1986       | Milieu    | Sénégal              | Juin 2018      | AC Ajaccio                |  |
| Jeff Louis                         | 8 août 1992       | Milieu    | Haïti                | Juin 2019      | AS Nancy-Lorraine         |  |
| Sylvio Ouassiero                   | 7 mai 1994        | Milieu    | France               | Juin 2017      | AJ Auxerre                |  |
| Adrien Trebel                      | 3 mars 1991       | Milieu    | France               | Juin 2018      | FC Nantes                 |  |
| Vinícius Araújo (prêt)             | 22 février 1993   | Attaquant | Brésil               | Juin 2015      | Valence CF                |  |
| George Ţucudean (retour de prêt)   | 30 avril 1991     | Attaquant | Roumanie             | Juin 2017      | FC Dinamo Bucarest        |  |
| Jonathan Viera                     | 21 octobre 1989   | Attaquant | Espagne              | Juin 2016      | Valence CF                |  |
| Tony Watt                          | 29 décembre 1993  | Attaquant | Écosse               | Juin 2019      | Celtic FC                 |  |
| Départs                            |                   |           |                      |                |                           |  |
| Laurent Henkinet                   | 14 septembre 1992 | Gardien   | Belgique             | Juin 2015      | KV Courtrai               |  |
| Anthony Moris                      | 29 avril 1990     | Gardien   | Luxembourg           | Juin 2017      | Rupture de contrat        |  |
| Tal Ben Haim                       | 31 mars 1982      | Défenseur | Israël               | Juin 2015      | Charlton Athletic         |  |
| Jason Buaillon (prêt)              | 5 octobre 1991    | Défenseur | France               | Juin 2017      | Paris FC                  |  |
| Kanu                               | 3 mai 1984        | Défenseur | Brésil               | Juin 2015      | Rupture de contrat        |  |
| Pierre-Yves Ngawa                  | 9 février 1992    | Défenseur | Belgique             | Juin 2015      | Lierse SK                 |  |
| Daniel Opare                       | 18 octobre 1990   | Défenseur | Ghana                | Juin 2014      | Fin de contrat → FC Porto |  |
| Frédéric Bulot (prêt)              | 27 septembre 1990 | Milieu    | France               | Juin 2016      | Charlton Athletic         |  |
| Yoni Buyens (prêt)                 | 10 mars 1988      | Milieu    | Belgique             | Juin 2016      | Charlton Athletic         |  |
| Ibrahima Cissé                     | 28 janvier 1994   | Milieu    | Belgique             | Juin 2016      | FC Malines                |  |
| Alassane Diallo (prêt)             | 19 février 1995   | Milieu    | Mali                 | Juin 2019      | KVC Westerlo              |  |
| William Vainqueur                  | 19 novembre 1988  | Milieu    | France               | Juin 2018      | FC Dynamo Moscou          |  |
| Danny Verbeek (prêt)               | 15 août 1990      | Milieu    | Pays-Bas             | Juin 2016      | FC Utrecht                |  |
| Michy Batshuayi                    | 2 octobre 1993    | Attaquant | Belgique             | Juin 2018      | Olympique de Marseille    |  |
| Dudu Biton (prêt)                  | 1er mars 1988     | Attaquant | Israël               | Juin 2016      | NK Maribor                |  |
| Imoh Ezekiel                       | 24 octobre 1993   | Attaquant | Nigeria              | Juin 2017      | Al-Arabi Sports Club      |  |
| Yannis Mbombo (prêt)               | 8 avril 1994      | Attaquant | Belgique             | Juin 2017      | AJ Auxerre                |  |
| Kensuke Nagai (prêt)               | 5 mars 1989       | Attaquant | Japon                | Juin 2017      | Nagoya Grampus            |  |
| George Ţucudean                    | 30 avril 1991     | Attaquant | Roumanie             | Juin 2017      | Charlton Athletic         |  |

#### Hiver 2015
| Nom                              | Naissance        | Position  | Nationalité sportive | Fin de contrat | Provenance/Destination                     |  |
| -------------------------------- | ---------------- | --------- | -------------------- | -------------- | ------------------------------------------ |  |
| Arrivées                         |                  |           |                      |                |                                            |  |
| Alexander Scholz                 | 24 novembre 1992 | Défenseur | Danemark             | Juin 2019      | KSC Lokeren                                |  |
| Jiloan Hamad (prêt)              | 6 novembre 1990  | Milieu    | Suède                | Juin 2015      | TSG 1899 Hoffenheim                        |  |
| Nebojša Kosović (retour de prêt) | 24 février 1995  | Milieu    | Monténégro           | Juin 2018      | Újpest FC                                  |  |
| Jonathan Legear                  | 13 avril 1987    | Milieu    | Belgique             | Juin 2016      | Libre                                      |  |
| Imoh Ezekiel (prêt)              | 24 octobre 1993  | Attaquant | Nigeria              | Juin 2015      | Al-Arabi Sports Club                       |  |
| Départs                          |                  |           |                      |                |                                            |  |
| Laurent Ciman                    | 5 août 1985      | Défenseur | Belgique             | Juin 2018      | Impact de Montréal                         |  |
| Astrit Ajdarević (prêt)          | 17 avril 1990    | Milieu    | Suède                | Juin 2016      | Helsingborgs IF                            |  |
| François Marquet (prêt)          | 17 avril 1995    | Milieu    | Belgique             | Juin 2016      | PSV Eindhoven                              |  |
| Paul-José M'Poku                 | 19 avril 1992    | Milieu    | Belgique             | Juin 2017      | Cagliari Calcio (via Al-Arabi Sports Club) |  |
| Dudu Biton (prêt)                | 1er mars 1988    | Attaquant | Israël               | Juin 2016      | Hapoël Tel Aviv                            |  |
| Kensuke Nagai                    | 5 mars 1989      | Attaquant | Japon                | Juin 2017      | Nagoya Grampus                             |  |
| Jonathan Viera (prêt)            | 21 octobre 1989  | Attaquant | Espagne              | Juin 2016      | Unión Deportiva Las Palmas                 |  |
| Tony Watt                        | 29 décembre 1993 | Attaquant | Écosse               | Juin 2019      | Charlton Athletic                          |  |

#### Prêts
| Nom              | Naissance         | Position  | Nationalité sportive | Fin de contrat | Club du prêt               |
| ---------------- | ----------------- | --------- | -------------------- | -------------- | -------------------------- |
| Jason Buaillon   | 5 octobre 1991    | Défenseur | France               | Juin 2017      | Paris FC                   |
| Mergim Vojvoda   | 1er février 1995  | Défenseur | Belgique             | Juin 2015      | Saint-Trond VV             |
| Astrit Ajdarević | 17 avril 1990     | Milieu    | Suède                | Juin 2016      | Helsingborgs IF            |
| Frédéric Bulot   | 27 septembre 1990 | Milieu    | France               | Juin 2016      | Charlton Athletic          |
| Alassane Diallo  | 19 février 1995   | Milieu    | Mali                 | Juin 2019      | KVC Westerlo               |
| Anil Koç         | 29 janvier 1995   | Milieu    | Belgique             | Juin 2016      | Saint-Trond VV             |
| Nebojša Kosović  | 24 février 1995   | Milieu    | Monténégro           | Juin 2018      | Újpest Football Club       |
| François Marquet | 17 avril 1995     | Milieu    | Belgique             | Juin 2016      | PSV Eindhoven              |
| Guillermo Méndez | 26 août 1994      | Milieu    | Uruguay              | Juin 2017      | AD Alcorcón                |
| Alpaslan Öztürk  | 16 juillet 1993   | Milieu    | Turquie              | Juin 2018      | Kasımpaşa SK               |
| Danny Verbeek    | 15 août 1990      | Milieu    | Pays-Bas             | Juin 2016      | FC Utrecht                 |
| Georgiy Zhukov   | 19 novembre 1994  | Milieu    | Belgique             | Juin 2017      | FC Astana                  |
| Yannis Mbombo    | 8 avril 1994      | Attaquant | Belgique             | Juin 2017      | AJ Auxerre                 |
| Jonathan Viera   | 21 octobre 1989   | Attaquant | Espagne              | Juin 2016      | Unión Deportiva Las Palmas |

## Les résultats

### Amicaux
| Journée | Date        | Heure | Lieu                                     | Club visité       | Club visiteur     | Score | Buts liégeois                                            |
| 1       | 28/06/2014  | 19h30 | Sportoase Eburons Dome, Tongres          | KFC Heur-Tongres  | Standard de Liège | 1 - 7 | Ono, Marquet, Tucudean, Koc, Milosevic, Ajdarevic, Yasar |
| 2       | 05/07/2014¤ | 20h30 | Stayenveld, Saint-Trond                  | Saint-Trond VV    | Standard de Liège | 0 - 0 |                                                          |
| 3       | 05/07/2014¤ | 21h30 | Stayenveld, Saint-Trond                  | Standard de Liège | Charlton Athletic | 2 - 0 | de Camargo, Ezekiel                                      |
| 4       | 09/07/2014  | 17h00 | Ruitersportcentrum, Mierlo               | Standard de Liège | Aalborg BK        | 0 - 0 |                                                          |
| 5       | 12/07/2014  | 17h00 | Ruitersportcentrum, Mierlo               | Standard de Liège | PAOK Salonique    | 2 - 1 | Bia (2)                                                  |
| 6       | 19/07/2014  | 19h00 | Stade Gabriel-Montpied, Clermont-Ferrand | AS Saint-Étienne  | Standard de Liège | 1 - 1 | Lumanza                                                  |
| 7       | 18/11/2014  | 16h30 | Académie RLD, Boncelles                  | Standard de Liège | RFC Tilleur       | 8 - 1 | Bia, de Camargo (3), Watt (3), Milosevic                 |
| 8       | 09/01/2015  | 18h00 | Pinatar Arena, Murcie                    | SC Heerenveen     | Standard de Liège | 0 - 2 | Louis, de Camargo                                        |
| 9       | 26/02/2015  | 14h00 | Académie RLD, Boncelles                  | Standard de Liège | FK Bosna Sema     | 1 - 0 | Jaadi                                                    |
| 10      | 27/03/2015  | 16h00 | Académie RLD, Boncelles                  | Standard de Liège | F91 Dudelange     | 3 - 1 | Bia, de Camargo, Legear                                  |

¤ matchs d'une mi-temps (Stayencup)

### Championnat

#### Saison régulière
| Journée | Date       | Heure | Club visité             | Club visiteur           | Score | Buts liégeois                | Assistance |
| 1re     | 25/07/2014 | 20h30 | Standard de Liège       | Sporting Charleroi      | 3 - 0 | Bia (2), Carcela             | 23 602     |
| 2e      | 02/08/2014 | 18h00 | KV Courtrai             | Standard de Liège       | 2 - 3 | Ajdarević, Mbombo, Bia       | 6 914      |
| 3e      | 10/08/2014 | 14h30 | Standard de Liège       | KAA La Gantoise         | 0 - 1 |                              | 23 741     |
| 4e      | 15/08/2014 | 18h00 | Royal Mouscron-Peruwelz | Standard de Liège       | 5 - 2 | de Camargo, Watt             | 7 950      |
| 5e      | 23/08/2014 | 18h00 | Standard de Liège       | KVC Westerlo            | 2 - 2 | Louis, de Camargo            | 23 299     |
| 6e      | 31/08/2014 | 18h00 | KSC Lokeren             | Standard de Liège       | 1 - 1 | de Camargo                   | 8 011      |
| 7e      | 13/09/2014 | 20h30 | Standard de Liège       | KV Oostende             | 3 - 5 | Louis, de Camargo, Bia       | 23 370     |
| 8e      | 21/09/2014 | 14h30 | Waasland-Beveren        | Standard de Liège       | 0 - 2 | Teixeira, M'Poku             | 6 233      |
| 9e      | 28/09/2014 | 18h00 | Standard de Liège       | Lierse SK               | 2 - 2 | Van Damme (2)                | 23 140     |
| 10e     | 05/10/2014 | 14h30 | Club Bruges KV          | Standard de Liège       | 3 - 0 |                              | 25 000     |
| 11e     | 19/10/2014 | 14h30 | Standard de Liège       | SV Zulte Waregem        | 1 - 2 | M'Poku                       | 22 346     |
| 12e     | 26/10/2014 | 18h00 | RSC Anderlecht          | Standard de Liège       | 0 - 2 | Teixeira, M'Poku             | 20 242     |
| 13e     | 29/10/2014 | 20h30 | Cercle Bruges           | Standard de Liège       | 0 - 1 | Watt                         | 6 870      |
| 14e     | 01/11/2014 | 18h00 | Standard de Liège       | FC Malines              | 2 - 0 | de Camargo, M'Poku           | 25 421     |
| 15e     | 09/11/2014 | 20h00 | KRC Genk                | Standard de Liège       | 0 - 2 | M'Poku, Bia                  | 20 155     |
| 16e     | 23/11/2014 | 14h30 | KV Oostende             | Standard de Liège       | 3 - 2 | de Camargo, Bia              | 6 631      |
| 17e     | 30/11/2014 | 18h00 | Standard de Liège       | KV Courtrai             | 0 - 2 |                              | 24 150     |
| 18e     | 07/12/2014 | 18h00 | Sporting Charleroi      | Standard de Liège       | 0 - 1 | de Camargo                   | 13 620     |
| 19e     | 14/12/2014 | 14h30 | Standard de Liège       | Club Bruges KV          | 1 - 3 | Faty                         | 25 867     |
| 20e     | 21/12/2014 | 14h30 | KAA La Gantoise         | Standard de Liège       | 1 - 2 | de Camargo, Bia              | 19 458     |
| 21e     | 27/12/2014 | 18h00 | Standard de Liège       | KSC Lokeren             | 2 - 0 | Arslanagić, Ono              | 24 935     |
| 22e     | 18/01/2015 | 18h00 | KVC Westerlo            | Standard de Liège       | 1 - 1 | Faty                         | 7 982      |
| 23e     | 25/01/2015 | 14h30 | Standard de Liège       | RSC Anderlecht          | 2 - 0 | Ciman, de Camargo            | 27 721     |
| 24e     | 01/02/2015 | 20h00 | Lierse SK               | Standard de Liège       | 2 - 3 | Louis, Bia (2)               | 4 532      |
| 25e     | 06/02/2015 | 20h30 | Standard de Liège       | Royal Mouscron-Peruwelz | 3 - 0 | Carcela, Ezekiel, de Camargo | 25 050     |
| 26e     | 14/02/2015 | 18h00 | SV Zulte Waregem        | Standard de Liège       | 1 - 1 | Arslanagić                   | 9 383      |
| 27e     | 20/02/2015 | 20h30 | Standard de Liège       | Waasland-Beveren        | 3 - 2 | Ezekiel, Hamad, Carcela      | 23 835     |
| 28e     | 27/02/2015 | 20h30 | Standard de Liège       | Cercle Bruges           | 1 - 0 | Faty                         | 24 693     |
| 29e     | 07/03/2015 | 20h00 | FC Malines              | Standard de Liège       | 1 - 0 |                              | 11 200     |
| 30e     | 15/03/2015 | 14h30 | Standard de Liège       | KRC Genk                | 1 - 0 | De Sart                      | 26 700     |

#### Play offs I
| Journée | Date       | Heure | Club visité        | Club visiteur      | Score | Buts liégeois               | Assistance |
| 1re     | 06/04/2015 | 14h30 | Club Bruges KV     | Standard de Liège  | 2 - 1 | Trebel                      | 29 042     |
| 2e      | 12/04/2015 | 18h00 | Standard de Liège  | RSC Anderlecht     | 3 - 1 | Ezekiel (2), Bia            | 24 062     |
| 3e      | 17/04/2015 | 20h30 | Standard de Liège  | KAA La Gantoise    | 1 - 3 | Bia                         | 24 049     |
| 4e      | 25/04/2015 | 18h00 | Sporting Charleroi | Standard de Liège  | 1 - 0 |                             | 14 200     |
| 5e      | 28/04/2015 | 20h30 | KV Courtrai        | Standard de Liège  | 3 - 1 | Legear                      | 7 886      |
| 6e      | 02/05/2015 | 18h00 | Standard de Liège  | Club Bruges KV     | 1 - 0 | Bia                         | 24 606     |
| 7e      | 10/05/2015 | 18h00 | Standard de Liège  | KV Courtrai        | 4 - 0 | Bia (2), Trebel, de Camargo | 23 396     |
| 8e      | 17/05/2015 | 18h00 | RSC Anderlecht     | Standard de Liège  | 1 - 1 | Ezekiel                     | 21 000     |
| 9e      | 21/05/2015 | 20h30 | KAA La Gantoise    | Standard de Liège  | 2 - 0 |                             | 19 999     |
| 10e     | 24/05/2015 | 14h30 | Standard de Liège  | Sporting Charleroi | 2 - 0 | Ezekiel, Teixeira           | 25 496     |

### Coupe
| Tour           | Date       | Heure | Club visité       | Club visiteur     | Score | Buts liégeois     | Assistance |
| 1/16 de finale | 24/09/2014 | 20h30 | KSK Heist         | Standard de Liège | 0 - 3 | Watt, Trebel, Ono | 3 000      |
| 1/8 de finale  | 03/12/2014 | 20h30 | Standard de Liège | KSC Lokeren       | 1 - 4 | Trebel            | 4 743      |

### Ligue des champions
| Tour                        | Date       | Heure | Club visité              | Club visiteur            | Score | Buts liégeois  | Assistance |
| 3e tour préliminaire aller  | 30/07/2014 | 20h00 | Standard de Liège        | Panathinaïkos            | 0 - 0 |                | 20 000     |
| 3e tour préliminaire retour | 05/08/2014 | 20h00 | Panathinaïkos            | Standard de Liège        | 1 - 2 | Mbombo, M'Poku | 16 017     |
| Barrages aller              | 20/08/2014 | 20h45 | Standard de Liège        | Zénith Saint-Pétersbourg | 0 - 1 |                | 14 735     |
| Barrages retour             | 26/08/2014 | 18h00 | Zénith Saint-Pétersbourg | Standard de Liège        | 3 - 0 |                | 17 000     |

### Ligue Europa
| Tour                   | Date       | Heure | Club visité         | Club visiteur       | Score | Buts liégeois   | Assistance |
| Groupe G - 1re journée | 18/09/2014 | 21h05 | Standard de Liège   | HNK Rijeka          | 2 - 0 | Ciman, Vinicius | 8 894      |
| Groupe G - 2e journée  | 02/10/2014 | 19h00 | Feyenoord Rotterdam | Standard de Liège   | 2 - 1 | Viera           | 42 000     |
| Groupe G - 3e journée  | 23/10/2014 | 19h00 | Standard de Liège   | Séville FC          | 0 - 0 |                 | 10 365     |
| Groupe G - 4e journée  | 06/11/2014 | 21h05 | Séville FC          | Standard de Liège   | 3 - 1 | M'Poku          | 26 850     |
| Groupe G - 5e journée  | 27/11/2014 | 19h00 | HNK Rijeka          | Standard de Liège   | 2 - 0 |                 | 9 000      |
| Groupe G - 6e journée  | 11/12/2014 | 21h05 | Standard de Liège   | Feyenoord Rotterdam | 0 - 3 |                 | 11 913     |

## Statistiques
Les matchs amicaux ne sont pas pris en compte.

### Classement des buteurs
| Rang | Joueur               | Buts |
| ---- | -------------------- | ---- |
| 1    | Geoffrey Mujangi Bia | 14   |
| 2    | Igor de Camargo      | 11   |
| 3    | Paul-José M'Poku     | 7    |
| 4    | Imoh Ezekiel         | 6    |
| 5    | Adrien Trebel        | 4    |
| 6    | Mehdi Carcela        | 3    |
| 6    | Ricardo Faty         | 3    |
| 6    | Jeff Louis           | 3    |
| 6    | Jorge Teixeira       | 3    |
| 6    | Tony Watt            | 3    |
| 11   | Dino Arslanagić      | 2    |
| 11   | Laurent Ciman        | 2    |
| 11   | Yannis Mbombo        | 2    |
| 11   | Yuji Ono             | 2    |
| 11   | Jelle Van Damme      | 2    |
| 16   | Astrit Ajdarević     | 1    |
| 16   | Vinícius Araújo      | 1    |
| 16   | Julien De Sart       | 1    |
| 16   | Jiloan Hamad         | 1    |
| 16   | Jonathan Legear      | 1    |
| 16   | Jonathan Viera       | 1    |

### Classement des passeurs
| Rang | Joueur               | Passes décisives |
| ---- | -------------------- | ---------------- |
| 1    | Geoffrey Mujangi Bia | 8                |
| 2    | Adrien Trebel        | 7                |
| 3    | Paul-José M'Poku     | 6                |
| 4    | Julien De Sart       | 5                |
| 5    | Laurent Ciman        | 4                |
| 5    | Igor de Camargo      | 4                |
| 5    | Jelle Van Damme      | 4                |
| 8    | Imoh Ezekiel         | 3                |
| 9    | Mehdi Carcela        | 2                |
| 9    | François Marquet     | 2                |
| 9    | Yuji Ono             | 2                |
| 12   | Darwin Andrade       | 1                |
| 12   | Jeff Louis           | 1                |
| 12   | Jorge Teixeira       | 1                |
| 12   | Jonathan Viera       | 1                |
| 12   | Tony Watt            | 1                |